# Petre Ciszkarisvili
Petre Ciszkarisvili (grúzul: პეტრე ცისკარიშვილი; Tbiliszi, 1974. február 27. –) grúz politikus, 2006 novemberétől Grúzia mezőgazdasági minisztere.
Középiskolai tanulmányait az Egyesült Államokban (Colorado államban) végezte. 1991–1992-ben a Tbiliszi Állami Egyetemen tanult nemzetközi jogot és nemzetközi kapcsolatokat, majd 1993-tól 1997-ig ismét az Egyesült Államokban, a minneapolisi Augsburg Institute-on tanult. 1997–1998 között a Tbiliszi Állami Egyetem hallgatója volt, ahol nemzetközi gazdasági kapcsolatokat hallgatott. Közben, 1997 októberében Franciaországban, Nagy-Britanniában és Dániában volt szakmai gyakorlaton, az EU FÁK-tagállmaok támogatására létrehozott TACIS-programját tanulmányozta.
1997-től 1998-ig Grúzia ipari miniszterének asszisztense, 1998–1999-ben pedig a Cartu Group vállalat pénzügyi menedzsere volt. 1999-ben a grúz parlament képviselőjévé választották, a Demokratikus Reformokért párt frakciójának tagja. A parlamentben a gazdasági bizottság mikroökonómiai szabályozással és befektetésekkel foglalkozó albizottságának tagja volt.
2003-ban belügyminiszter-helyettessé nevezték ki. 2004–2006 között Kaheti régió kormányzójaként tevékenykedett. 2006. november 10-én mezőgazdasági miniszterré nevezték ki.
1987–1992 között tagja volt a grúz alpesi műlesikló válogatottnak. 2006-tól a Grúz Ökölvívó Szövetség elnöki tisztét is ellátja. Nős, egy fiúgyermeke van. Folyékonyan beszél angolul, olaszul, oroszul és spanyolul.

## Külső hivatkozások
- Grúzia Mezőgazdasági MInisztériumának honlapja (grúz és angol nyelven)
- Életrajza (grúzul)[halott link]
- Életrajza (angolul)[halott link]

1. ↑  https://pace.coe.int/en/members/6378